# Віктор Обінна
Віктор Обінна (англ. Victor Obinna, нар. 25 березня 1987, Джос) — нігерійський футболіст, нападник та фланговий півзахисник клубу «Локомотив» (Москва) та національної збірної Нігерії.

## Клубна кар'єра
Народився 25 березня 1987 року в місті Джос. Вихованець юнацьких команд футбольних клубів «Плато Юнайтед», «Квара Юнайтед» та «Еньїмба».
У дорослому футболі дебютував 2005 року виступами за команду «Еньїмба», в якій провів один сезон, взявши участь у 13 матчах чемпіонату.
Своєю грою привернув увагу представників тренерського штабу клубу «К'єво», до складу якого приєднався в червні 2005 року. Відіграв за другий за титулованістю клуб з Верони наступні три сезони своєї ігрової кар'єри. Більшість часу, проведеного у складі «К'єво», був основним гравцем команди.
Влітку 2008 року уклав контракт з італійським «Інтернаціонале», проте заграти в основній команді не зумів, через що грав на правах оренди у складі іспанської «Малаги» та англійського «Вест Гем Юнайтед».
До складу клубу «Локомотив» (Москва) приєднався 19 червня 2011 року на правах вільного агента. Наразі встиг відіграти за московських залізничників 42 матчі в національному чемпіонаті.

## Виступи за збірні
Обінна був членом юнацької збірної Нігерії (до 20 років), яка виграла «золото» на юнацькому чемпіонаті Африки в Беніні 2005 року. 
Вперше був викликаний в національну збірну на Кубок африканських націй 2006 року в Єгипті, де Нігерія дійшла до півфіналу, а сам Обінна забив один гол. Був включений Віктор і в заявку на наступний Кубок африканських націй у Гані.
У серпні 2008 року він разом з олімпійською збірною Нігерії відправився на Олімпійські ігри в Пекін. Обінна відкрив рахунок у переможному матчі з Японією (2:1) та забив переможний гол у ворота збірної США (2:1), вивівши збірну Нігерії у чвертьфінал. Суперником стала збірна Кот-д'Івуару, яку нігерійці обіграли (2:0), а Обінна забив з пенальті та віддав гольову передачу Пітеру Одемвінгі. У півфінальному матчі Обінна вивів команду на поле з капітанською пов'язкою, а Нігерія перемогла збірну Бельгії (4:1). У фіналі Нігерія поступилася Аргентині (0:1).
2010 року Обінна у складі збірної був учасником чемпіонату світу у ПАР та Кубка африканських націй в Анголі, на якому команда здобула бронзові нагороди.
Наразі провів у формі головної команди країни 44 матчі, забивши 11 голів.

## Статистика виступів

### Статистика клубних виступів
Статистика станом на 12 травня 2013
| Сезон                 | Команда               | Чемпіонат             | Чемпіонат | Чемпіонат | Національний кубок | Національний кубок | Національний кубок | Континентальні кубки | Континентальні кубки | Континентальні кубки | Інші змагання | Інші змагання | Інші змагання | Усього | Усього |
| Сезон                 | Команда               | Ліга                  | Ігор      | Голів     | Ліга               | Ігор               | Голів              | Ліга                 | Ігор                 | Голів                | Ліга          | Ігор          | Голів         | Ігор   | Голів  |
| --------------------- | --------------------- | --------------------- | --------- | --------- | ------------------ | ------------------ | ------------------ | -------------------- | -------------------- | -------------------- | ------------- | ------------- | ------------- | ------ | ------ |
| 2005                  | «Еньїмба»             | ПЛ                    | 13        | 11        | —                  | —                  | —                  | —                    | —                    | —                    | —             | —             | —             | 13     | 11     |
| 2005-06               | «К'єво»               | A                     | 26        | 6         | КІ                 | 1                  | 0                  | —                    | —                    | —                    | —             | —             | —             | 27     | 6      |
| 2006-07               | «К'єво»               | A                     | 24        | 5         | КІ                 | 3                  | 1                  | —                    | —                    | —                    | —             | —             | —             | 27     | 6      |
| 2007-08               | «К'єво»               | B                     | 32        | 8         | КІ                 | —                  | —                  | —                    | —                    | —                    | —             | —             | —             | 32     | 8      |
| Усього за «К'єво»     | Усього за «К'єво»     | Усього за «К'єво»     | 82        | 19        |                    | 4                  | 1                  |                      |                      |                      |               |               |               | 86     | 20     |
| 2008-09               | «Інтернаціонале»      | A                     | 9         | 1         | КІ                 | 2                  | 0                  | ЛЧ                   | 0                    | 0                    | СІ            | 0             | 0             | 11     | 1      |
| 2009-10               | «Малага»              | ПД                    | 26        | 4         | КІ                 | 1                  | 0                  | —                    | —                    | —                    | —             | —             | —             | 27     | 4      |
| 2010-11               | «Вест Гем Юнайтед»    | ПЛ                    | 25        | 3         | КА+КЛ              | 3+4                | 3+2                | —                    | —                    | —                    | —             | —             | —             | 32     | 8      |
| 2011-12               | «Локомотив» (Москва)  | ПЛ                    | 16        | 1         | КР                 | 2                  | 0                  | ЛЄ                   | 8                    | 2                    | —             | —             | —             | 26     | 3      |
| 2012-13               | «Локомотив» (Москва)  | ПЛ                    | 17        | 2         | КР                 | 1                  | 0                  | ЛЄ                   | 0                    | 0                    | —             | —             | —             | 18     | 2      |
| Усього за «Локомотив» | Усього за «Локомотив» | Усього за «Локомотив» | 33        | 3         |                    | 3                  | 0                  |                      | 8                    | 2                    |               |               |               | 44     | 5      |
| Усього за кар'єру     | Усього за кар'єру     | Усього за кар'єру     | 188       | 41        |                    | 17                 | 6                  |                      | 8                    | 2                    |               |               |               | 213    | 49     |

### Статистика виступів за збірну
Статистика станом на 21 червня 2009
| Дата       | Місто            | Господарі            | Результат             | Гості                | Турнір                                      | Голи | Примітки |
| ---------- | ---------------- | -------------------- | --------------------- | -------------------- | ------------------------------------------- | ---- | -------- |
| 23/01/2006 | Порт-Саїд        | Нігерія              | 1 – 0                 | Гана                 | Кубок африканських націй 2006 - 1-й етап    | -    |          |
| 31/01/2006 | Порт-Саїд        | Нігерія              | 2 – 0                 | Сенегал              | Кубок африканських націй 2006 - 1-й етап    | -    |          |
| 04/02/2006 | Порт-Саїд        | Нігерія              | 1 – 1 д.ч. (6-5 п.п.) | Туніс                | Кубок африканських націй 2006 - чвертьфінал | 1    |          |
| 07/02/2006 | Александрія      | Нігерія              | 0 – 1                 | Кот-д'Івуар          | Кубок африканських націй 2006 - півфінал    | -    |          |
| 09/02/2006 | Каїр             | Сенегал              | 0 – 1                 | Нігерія              | Кубок африканських націй 2006 - Фінал       | -    |          |
| 09/01/2008 | Естепона         | Нігерія              | 2 – 0                 | Судан                | товариський матч                            | -    |          |
| 25/01/2008 | Секонді-Такораді | Нігерія              | 0 – 0                 | Малі                 | Кубок африканських націй 2008 - 1-й етап    | -    |          |
| 29/01/2008 | Секонді-Такораді | Нігерія              | 2 – 0                 | Бенін                | Кубок африканських націй 2008 - 1-й етап    | -    |          |
| 03/02/2008 | Аккра            | Гана                 | 2 – 1                 | Нігерія              | Кубок африканських націй 2008 - чвертьфінал | -    |          |
| 15/06/2008 | Малабо           | Екваторіальна Гвінея | 0 – 1                 | Нігерія              | Відбір до ЧС 2010                           | -    |          |
| 21/06/2008 | Абуджа           | Нігерія              | 2 – 0                 | Екваторіальна Гвінея | Відбір до ЧС 2010                           | -    |          |
| 11/10/2008 | Абуджа           | Нігерія              | 4 – 1                 | Сьєрра-Леоне         | Відбір до ЧС 2010                           | 1    |          |
| 19/11/2008 | Калі             | Колумбія             | 1 – 0                 | Нігерія              | товариський матч                            | -    |          |
| 11/02/2009 | Лондон           | Нігерія              | 0 – 0                 | Німеччина            | товариський матч                            | -    |          |
| 29/03/2009 | Мапуту           | Мозамбік             | 0 – 0                 | Нігерія              | Відбір до ЧС 2010                           | -    |          |
| 29/05/2009 | Лондон           | Ірландія             | 1 – 1                 | Нігерія              | товариський матч                            | -    |          |
| 02/06/2009 | Сент-Етьєн       | Франція              | 0 – 1                 | Нігерія              | товариський матч                            | -    |          |
| 07/06/2009 | Абуджа           | Нігерія              | 3 – 0                 | Кенія                | Відбір до ЧС 2010                           | 2    |          |
| 20/06/2009 | Радес            | Туніс                | 0 – 0                 | Нігерія              | Відбір до ЧС 2010                           | -    |          |
| Усього     |                  | Матчів               | 20                    |                      | Голів                                       | 4    |          |

## Титули і досягнення
- Чемпіон Італії (1):

«Інтернаціонале»: 2008-09
- Володар Суперкубка Італії з футболу (1):

«Інтернаціонале»: 2008
- Срібний олімпійський призер: 2008
- Бронзовий призер Кубка африканських націй: 2006, 2010
- Чемпіон Африки (U-20): 2005